# Tunun'ngum Kuugaa
Der Tunun'ngum Kuugaa ist ein 162 km langer Zufluss des Viscount-Melville-Sunds auf Victoria Island in den Nordwest-Territorien im Norden Kanadas. Der Flussname wurde 2006 offiziell vergeben. Es handelt sich um einen Begriff aus dem westkanadischen Inuinnaqtun-Dialekt der Inuktitut-Sprache.

## Flusslauf
Der Tunun'ngum Kuugaa hat seinen Ursprung in einer etwa 140 m hoch gelegenen Seengruppe westzentral auf der Prinz-Albert-Halbinsel im Nordwesten von Victoria Island. Die Quellregion befindet sich 160 km nordnordöstlich der Siedlung Ulukhaktok. Der Tunun'ngum Kuugaa durchquert eine menschenleere Tundralandschaft in überwiegend nordöstlicher Richtung. Auf seinen letzten 30 Kilometern fließt der Tunun'ngum Kuugaa entlang dem Nordwestrand eines 36 km langen und 9 km breiten Ästuars am oberen Ende des Richard Collinson Inlets (oder Tununiq), das sich zum Viscount-Melville-Sund hin öffnet. Etwa 7 Kilometer oberhalb des Erreichens des offenen Meeres trifft ein namenloser größerer Nebenfluss von Süden kommend auf den Tunun'ngum Kuugaa.

## Einzugsgebiet
Der Tunun'ngum Kuugaa entwässert ein etwa 7200 km² großes Areal. Dieses umfasst den zentralen Teil der Prinz-Albert-Halbinsel. 